# Eishockey-Meisterschaft Asiens und Ozeaniens der U18-Junioren (Austragungen)
Die folgende Auflistung zeigt alle Ergebnisse der Eishockey-Meisterschaft Asiens und Ozeaniens der U18-Junioren zwischen 1984 und 1998. Die Austragungen der Jahre 1999 bis 2002 sind den jeweiligen WM-Artikeln der U18-Junioren zu entnehmen.
| Inhaltsverzeichnis 1984 1985 1986 1987 1988 1989 1990 1991 1992 1993 1994 1995 1996 1997 1998 Literatur |

## Austragung 1984
Die 1. Eishockey-Meisterschaft Asiens und Ozeaniens der U18-Junioren wurde vom 23. bis 30. März 1984 in den japanischen Städten Kushiro und Tomakomai ausgetragen.
| Spiele                 | JPN       | CHN       | KOR      | AUS       | Tore  | Pkt.  |
| ---------------------- | --------- | --------- | -------- | --------- | ----- | ----- |
| 1. Japan               |           | 7:2 13:4  | 6:0 12:2 | 15:1 11:0 | 64:09 | 12:0  |
| 2. Volksrepublik China | 2:7 4:13  |           | 10:1 8:2 | 13:0 11:1 | 48:24 | 08:04 |
| 3. Südkorea            | 0:6 2:12  | 1:10 2:8  |          | 8:4 9:3   | 22:43 | 04:08 |
| 4. Australien          | 1:15 0:11 | 0:13 1:11 | 4:8 3:9  |           | 09:67 | 00:12 |

Auszeichnungen
| Auszeichnung | Spieler         | Team  |
| ------------ | --------------- | ----- |
| Top-Scorer   | Noritsugo Saito | Japan |

## Austragung 1985
Die 2. Eishockey-Meisterschaft Asiens und Ozeaniens der U18-Junioren wurde vom 28. Januar bis 2. Februar 1985 in Seoul in Südkorea ausgetragen.
| Spiele        | JPN      | KOR      | AUS      | Tore  | Pkt. |
| ------------- | -------- | -------- | -------- | ----- | ---- |
| 1. Japan      |          | X:0      | 11:0 6:0 | 34:08 | 8:0  |
| 2. Südkorea   | 0:X      |          | 4:4 11:2 | 23:23 | 3:5  |
| 3. Australien | 0:11 0:6 | 4:4 2:11 |          | 06:32 | 1:7  |

Zu den beiden Spielen zwischen Japan und Südkorea ist lediglich bekannt, dass Japan beide Partien gewann und dabei eine Tordifferenz von 17:8 erzielte.
Auszeichnungen
| Auszeichnung | Spieler          | Team  |
| ------------ | ---------------- | ----- |
| Top-Scorer   | Hiroshi Matsuura | Japan |

## Austragung 1986
Die 3. Eishockey-Meisterschaft Asiens und Ozeaniens der U18-Junioren wurde vom 15. bis 22. Februar 1986 in Adelaide in Australien ausgetragen.
| Spiele                 | JPN       | CHN      | KOR       | AUS       | Tore  | Pkt.  |
| ---------------------- | --------- | -------- | --------- | --------- | ----- | ----- |
| 1. Japan               |           | 12:1 3:5 | 11:1 13:2 | 14:2 12:3 | 65:14 | 10:02 |
| 2. Volksrepublik China | 1:12 5:3  |          | 6:3 4:4   | 3:1 6:3   | 25:26 | 09:03 |
| 3. Südkorea            | 1:11 2:13 | 3:6 4:4  |           | 4:2 1:7   | 15:43 | 03:09 |
| 4. Australien          | 2:14 3:12 | 1:3 3:6  | 2:4 7:1   |           | 18:40 | 02:10 |

## Austragung 1987
Die 4. Eishockey-Meisterschaft Asiens und Ozeaniens der U18-Junioren wurde vom 15. bis 21. Februar 1987 in Jilin in der Volksrepublik China ausgetragen.
| Spiele                 | PRK  | CHN | JPN | AUS  | KOR  | Tore  | Pkt. |
| ---------------------- | ---- | --- | --- | ---- | ---- | ----- | ---- |
| 1. Nordkorea           |      | 1:3 | 5:1 | 14:4 | 11:1 | 31:09 | 6:2  |
| 2. Volksrepublik China | 3:1  |     | 2:3 | 7:2  | 5:3  | 17:09 | 6:2  |
| 3. Japan               | 1:5  | 3:2 |     | 9:1  | 9:0  | 22:08 | 6:2  |
| 4. Australien          | 4:14 | 2:7 | 1:9 |      | 7:5  | 14:35 | 2:6  |
| 5. Südkorea            | 1:11 | 3:5 | 0:9 | 5:7  |      | 09:32 | 0:8  |

Auszeichnungen
| Auszeichnung | Spieler        | Team       |
| ------------ | -------------- | ---------- |
| Top-Scorer   | Charlie Cooper | Australien |

## Austragung 1988
Die 5. Eishockey-Meisterschaft Asiens und Ozeaniens der U18-Junioren wurde vom 6. bis 13. Februar 1988 in Bendigo in Australien ausgetragen.
| Spiele                 | CHN       | JPN       | KOR       | AUS       | Tore  | Pkt.  |
| ---------------------- | --------- | --------- | --------- | --------- | ----- | ----- |
| 1. Volksrepublik China |           | 7:3 4:4   | 10:2 11:3 | 9:1 9:0   | 50:13 | 11:01 |
| 2. Japan               | 3:7 4:4   |           | 9:2 12:4  | 10:0 21:2 | 59:19 | 09:03 |
| 3. Südkorea            | 2:10 3:11 | 2:9 4:12  |           | 20:6 11:5 | 42:53 | 04:08 |
| 4. Australien          | 1:9 0:9   | 0:10 2:21 | 6:20 5:11 |           | 14:80 | 00:12 |

Auszeichnungen
| Auszeichnung | Spieler           | Team  |
| ------------ | ----------------- | ----- |
| Top-Scorer   | Kikuchi Yoshiyuki | Japan |

## Austragung 1989
Die 6. Eishockey-Meisterschaft Asiens und Ozeaniens der U18-Junioren wurde vom 13. bis 18. Februar 1989 in Hachinohe in Japan ausgetragen.
| Spiele                 | JPN      | KOR      | CHN     | Tore  | Pkt. |
| ---------------------- | -------- | -------- | ------- | ----- | ---- |
| 1. Japan               |          | 8:2 12:2 | 5:5 7:5 | 32:14 | 7:1  |
| 2. Südkorea            | 2:8 2:12 |          | 7:3 8:3 | 19:26 | 4:4  |
| 3. Volksrepublik China | 5:5 5:7  | 3:7 3:8  |         | 16:27 | 1:7  |

Auszeichnungen
| Auszeichnung | Spieler          | Team  |
| ------------ | ---------------- | ----- |
| Top-Scorer   | Tomoki Kobayashi | Japan |

## Austragung 1990
Die 7. Eishockey-Meisterschaft Asiens und Ozeaniens der U18-Junioren wurde vom 10. bis 17. Februar 1990 in Seoul in Südkorea ausgetragen.
| Spiele                 | JPN       | CHN       | KOR       | AUS       | Tore   | Pkt.  |
| ---------------------- | --------- | --------- | --------- | --------- | ------ | ----- |
| 1. Japan               |           | 3:1 6:1   | 6:2 10:0  | 26:0 33:0 | 86:04  | 12:0  |
| 2. Volksrepublik China | 1:3 1:6   |           | 10:4 5:3  | 17:0 14:1 | 48:019 | 08:04 |
| 3. Südkorea            | 2:6 0:10  | 4:10 3:5  |           | 15:2 18:2 | 42:035 | 04:08 |
| 4. Australien          | 0:26 0:33 | 0:17 1:14 | 2:15 2:18 |           | 05:123 | 00:12 |

Auszeichnungen
| Auszeichnung | Spieler      | Team  |
| ------------ | ------------ | ----- |
| Top-Scorer   | Osamu Kosuga | Japan |

## Austragung 1991
Die 8. Eishockey-Meisterschaft Asiens und Ozeaniens der U18-Junioren wurde vom 3. bis 9. März 1991 in Jilin in der Volksrepublik China ausgetragen.
| Spiele                 | JPN  | CHN  | PRK  | KOR  | MEX  | Tore   | Pkt. |
| ---------------------- | ---- | ---- | ---- | ---- | ---- | ------ | ---- |
| 1. Japan               |      | 5:5  | 7:1  | 7:0  | 43:0 | 62:06  | 7:1  |
| 2. Volksrepublik China | 5:5  |      | 4:2  | 9:3  | 31:1 | 49:011 | 7:1  |
| 3. Nordkorea           | 1:7  | 2:4  |      | 2:0  | 13:0 | 18:011 | 4:4  |
| 4. Südkorea            | 0:7  | 3:9  | 0:2  |      | 28:2 | 31:020 | 2:6  |
| 5. Mexiko              | 0:43 | 1:31 | 0:13 | 2:28 |      | 03:115 | 0:8  |

Auszeichnungen
| Auszeichnung | Spieler        | Team  |
| ------------ | -------------- | ----- |
| Top-Scorer   | Mitsuaki Nitta | Japan |

## Austragung 1992
Die 9. Eishockey-Meisterschaft Asiens und Ozeaniens der U18-Junioren wurde vom 16. bis 22. März 1992 in Harutori in Japan ausgetragen.
| Spiele                 | JPN  | PRK | CHN  | KOR | AUS  | Tore  | Pkt. |
| ---------------------- | ---- | --- | ---- | --- | ---- | ----- | ---- |
| 1. Japan               |      | 2:2 | 5:0  | 9:1 | 20:0 | 36:03 | 7:1  |
| 2. Nordkorea           | 2:2  |     | 5:1  | 7:0 | 8:3  | 22:06 | 7:1  |
| 3. Volksrepublik China | 0:5  | 1:5 |      | 5:2 | 14:4 | 20:16 | 4:4  |
| 4. Südkorea            | 1:9  | 0:7 | 2:5  |     | 9:4  | 12:25 | 2:6  |
| 5. Australien          | 0:20 | 3:8 | 4:14 | 4:9 |      | 11:51 | 0:8  |

Auszeichnungen
| Auszeichnung | Spieler        | Team  |
| ------------ | -------------- | ----- |
| Top-Scorer   | Daisuke Sasoya | Japan |

## Austragung 1993
Die 10. Eishockey-Meisterschaft Asiens und Ozeaniens der U18-Junioren wurde vom 6. bis 12. März 1993 in Seoul in Südkorea ausgetragen.
| Spiele                 | KAZ  | JPN  | KOR  | CHN  | AUS  | Tore   | Pkt. |
| ---------------------- | ---- | ---- | ---- | ---- | ---- | ------ | ---- |
| 1. Kasachstan          |      | 7:0  | 11:0 | 13:0 | 57:0 | 88:0   | 8:0  |
| 2. Japan               | 0:7  |      | 11:2 | 11:0 | 43:0 | 65:09  | 6:2  |
| 3. Südkorea            | 0:11 | 2:11 |      | 3:1  | 26:1 | 31:024 | 4:4  |
| 4. Volksrepublik China | 0:13 | 0:11 | 1:3  |      | 25:0 | 26:027 | 2:6  |
| 5. Australien          | 0:57 | 0:43 | 1:26 | 0:25 |      | 01:151 | 0:8  |

Auszeichnungen
| Auszeichnung | Spieler         | Team       |
| ------------ | --------------- | ---------- |
| Top-Scorer   | Anatoli Filatow | Kasachstan |

## Austragung 1994
Die 11. Eishockey-Meisterschaft Asiens und Ozeaniens der U18-Junioren wurde vom 20. bis 26. März 1994 in Peking in der Volksrepublik China ausgetragen.
| Spiele                 | KAZ  | KOR  | JPN  | CHN  | AUS  | Tore   | Pkt. |
| ---------------------- | ---- | ---- | ---- | ---- | ---- | ------ | ---- |
| 1. Kasachstan          |      | 5:1  | 11:1 | 9:1  | 41:0 | 66:03  | 8:0  |
| 2. Südkorea            | 1:5  |      | 8:8  | 5:3  | 28:0 | 42:016 | 5:3  |
| 3. Japan               | 1:11 | 8:8  |      | 6:4  | 27:0 | 42:023 | 5:3  |
| 4. Volksrepublik China | 1:9  | 3:5  | 4:6  |      | 18:0 | 26:020 | 2:6  |
| 5. Australien          | 0:41 | 0:28 | 0:27 | 0:18 |      | 00:114 | 0:8  |

Auszeichnungen
| Auszeichnung | Spieler            | Team       |
| ------------ | ------------------ | ---------- |
| Top-Scorer   | Stanislaw Pinewski | Kasachstan |

## Austragung 1995
Die 12. Eishockey-Meisterschaft Asiens und Ozeaniens der U18-Junioren wurde vom 20. bis 23. März 1995 in Obihiro in Japan ausgetragen.
| Spiele                 | JPN | KAZ | CHN | KOR | Tore  | Pkt. |
| ---------------------- | --- | --- | --- | --- | ----- | ---- |
| 1. Japan               |     | 5:2 | 7:0 | 2:5 | 14:07 | 4:2  |
| 2. Kasachstan          | 2:5 |     | 6:1 | 7:4 | 15:10 | 4:2  |
| 3. Volksrepublik China | 0:7 | 1:6 |     | 5:3 | 06:16 | 2:4  |
| 4. Südkorea            | 5:2 | 4:7 | 3:5 |     | 12:14 | 2:4  |

Auszeichnungen
| Auszeichnung | Spieler     | Team     |
| ------------ | ----------- | -------- |
| Top-Scorer   | Lee Ho-Jung | Südkorea |

## Austragung 1996
Die 13. Eishockey-Meisterschaft Asiens und Ozeaniens der U18-Junioren wurde vom 19. bis 22. März 1996 in Ust-Kamenogorsk in Kasachstan ausgetragen.
| Spiele                 | KAZ  | KOR | JPN | CHN  | Tore  | Pkt. |
| ---------------------- | ---- | --- | --- | ---- | ----- | ---- |
| 1. Kasachstan          |      | 9:4 | 8:4 | 15:0 | 32:08 | 6:0  |
| 2. Südkorea            | 4:9  |     | 4:2 | 5:3  | 13:14 | 4:2  |
| 3. Japan               | 4:8  | 2:4 |     | 5:1  | 11:13 | 2:4  |
| 4. Volksrepublik China | 0:15 | 3:5 | 1:5 |      | 04:25 | 0:6  |

Auszeichnungen
| Auszeichnung       | Spieler            | Team       |
| ------------------ | ------------------ | ---------- |
| Top-Scorer         | Anton Komissarow   | Kasachstan |
| Bester Torhüter    | Park Jun-Soo       | Südkorea   |
| Bester Verteidiger | Witali Nowopaschin | Kasachstan |
| Bester Stürmer     | Shuhai Tadamura    | Japan      |

All-Star-Team
| Angriff:      | Sergei Alexandrow – Anton Komissarow – Shuhai Tadamura |
| Verteidigung: | Witali Litwinow – Witali Nowopaschin                   |
| Tor:          | Park Jun-Soo                                           |

## Austragung 1997
Die 14. Eishockey-Meisterschaft Asiens und Ozeaniens der U18-Junioren wurde vom 14. bis 17. März 1997 in Seoul in Südkorea ausgetragen.
| Spiele                 | JPN  | KAZ | KOR  | CHN  | Tore  | Pkt. |
| ---------------------- | ---- | --- | ---- | ---- | ----- | ---- |
| 1. Japan               |      | 6:2 | 4:3  | 10:3 | 20:08 | 6:0  |
| 2. Kasachstan          | 2:6  |     | 7:5  | 6:0  | 15:11 | 4:2  |
| 3. Südkorea            | 3:4  | 5:7 |      | 10:4 | 18:15 | 2:4  |
| 4. Volksrepublik China | 3:10 | 0:6 | 4:10 |      | 07:26 | 0:6  |

Auszeichnungen
| Auszeichnung       | Spieler        | Team       |
| ------------------ | -------------- | ---------- |
| Top-Scorer         | Song Dong-hwan | Südkorea   |
| Bester Torhüter    | Alexei Apassow | Kasachstan |
| Bester Verteidiger | Lee Hyun-kee   | Südkorea   |
| Bester Stürmer     | Song Dong-hwan | Südkorea   |

Kasachstan nahm zum letzten Mal an dieser Meisterschaft teil. In der folgenden Saison spielten die Kasachen im Rahmen der U18-Europameisterschaft, welche ein weiteres Jahr später in die U18-Weltmeisterschaft überführt wurde.

## Austragung 1998
Die 15. Eishockey-Meisterschaft Asiens und Ozeaniens der U18-Junioren wurde vom 15. bis 21. März 1998 in Harbin in der Volksrepublik China ausgetragen.
| Spiele                 | KOR  | JPN  | CHN  | AUS  | NZL  | THA  | Tore    | Pkt. |
| ---------------------- | ---- | ---- | ---- | ---- | ---- | ---- | ------- | ---- |
| 1. Südkorea            |      | 2:2  | 4:1  | 22:1 | 28:0 | 92:0 | 148:04  | 9:01 |
| 2. Japan               | 2:2  |      | 7:1  | 25:0 | 38:0 | 58:0 | 130:03  | 9:01 |
| 3. Volksrepublik China | 1:4  | 1:7  |      | 10:1 | 26:0 | 31:0 | 069:012 | 6:04 |
| 4. Australien          | 1:22 | 0:25 | 1:10 |      | 16:2 | 24:1 | 042:060 | 4:06 |
| 5. Neuseeland          | 0:28 | 0:38 | 0:26 | 2:16 |      | 12:2 | 014:110 | 2:08 |
| 6. Thailand            | 0:92 | 0:58 | 0:31 | 1:24 | 2:12 |      | 03:217  | 0:10 |

Auszeichnungen
| Auszeichnung | Spieler        | Team     |
| ------------ | -------------- | -------- |
| Top-Scorer   | Song Dong-hwan | Südkorea |